# Gabriel Estarellas Sabater
Gabriel Estarellas Sabater (Palma, 1952) és un guitarrista clàssic mallorquí.
El seu primer contacte amb la guitarra va ser als 10 anys quan anava al col·legi La Salle de Palma. Ha guanyat nombrosos premis, entre ells; Premio Trujaman (reconeixement a una carrera), Viotti a Itàlia, Premi Ramírez a Santiago de Compostel·la i Francisco Tárrega a Benicàssim. També ha comptat amb el suport d'importants compositors com Leo Brouwer, Antón García Abril, Alexandre Tansman…
Actualment és catedràtic de guitarra del Real Conservatori Superior de Música de Madrid.

## Formacions amb les quals ha actuat
- English Chamber Orchestra
- London Mozart Players
- Orquestra de Càmera de París
- Orquestra Simfònica de Puerto Rico
- Orquestra Nacional d'Espanya
- Orquestra de la Radiotelevisió Espanyola
- Orquestra Simfònica de Madrid
- Orquestra Reina Sofia
- Orquestra de Càmera Espanyola

## Discografia i composicions
Ha enregistrat 17 discos i compost nombroses obres com Deu estudis de virtuosisme.

### Discs
- Manuel Moreno-Buendía: Integral de Guitarra i Orquestra
- J.S. Bach: Obra Completa per a Laud
- Claudio Prieto: Obra per a Guitarra
- Sis Sonatinas para Guitarra
- Obres per a guitarra de Bernat Juliá
- Música Contemporània Espanyola i Italiana per a Guitarra
- Ángel Barrios: Obra completa per a guitarra
- Antón García Abril: Integral dels concerts per a guitarra i orquestra
- Gabriel Fernández Alvez: Obra completa per a guitarra
- Antón García Abril: Obra integral per a guitarra sola
- Jaime Romero: Gabriel Estarellas interpreta a Jaime Romero
- La guitarra espanyola 1991 "SONATAS"

### Composicions
- Concierto de Granada (Viola y orquesta)
- Isla de las Hadas (Poema Sinfónico)
- Deu estudis de virtuosisme
- Homenatge a Marcel Proust
- Fantasia per a una dama
- Homenaje a Charles Chaplin
- Concierto del Retorno (Guitarra y orquesta)
- Fantasía Sbertiana
- Fantasía Talayótica
- Castro-Lupino
- Estampas de Valldemossa (Violonchelo y guitarra)
- Imágenes de Azahar
- Los Scherzos de la Guitarra
- Preludios 1, 2, 3, 4, 5, 6 y 7
- Lamento Evocativo
- Loch Lomod Rhapsody
- Escritura del 93
- Tema con Variaciones y Tocata